# Marvin Smith
Marvin Smith Jr. (Richmond, 25 luglio 1995) è un cestista statunitense.